# Natalja Kusznir
Natalja Grigorjewna Kusznir, obecnie Puczkowa (ros. Наталья Григорьевнаа Кушнир (Пучкова), ur. 6 maja 1954 w Moskwie) – rosyjska siatkarka reprezentująca ZSRR, medalistka igrzysk olimpijskich.

## Życiorys
Kusznir była w składzie reprezentacji Związku Radzieckiego, która triumfowała na mistrzostwach Europy 1975 odbywających się w Jugosławii. W 1976 z reprezentacją wywalczyła mistrzostwo ZSRR i wystąpiła na igrzyskach olimpijskich w Montrealu. Zagrała wówczas we wszystkich trzech meczach fazy grupowej, w meczu półfinałowym oraz w przegranym finale z Japonkami. W reprezentacji grała latach 1975-1976.
Była zawodniczką klubu Lokomotiw Moskwa.
W 1977 ukończyła Moskiewski Instytut Inżynierów Kolejowych, a w 1983 Państwowy Centralny Instytut Kultury Fizycznej im. Lenina. Od 1983 jest wykładowcą na Uniwersytecie Finansowym pod rządem Federacji Rosyjskiej. Mieszka w Moskwie. Ma żydowskie pochodzenie.